# Михалок, Сергей Владимирович
Люди, проснитесь, вокруг

Всё рождено для любви, ну а вы

Дерётесь - что север, что юг

А многие дети не ели халвы

(Увы...)

Хватит вам дурью страдать

Целуйте друг друга, любите всерьёз

Хватит ругаться, стрелять

Пусть этот мир будет миром без слёз
Серге́й Влади́мирович Михало́к (бел. Сяргей Уладзіміравіч Міхалок; род. 19 января 1972, Дрезден) — белорусский и украинский певец, поэт и автор песен, лидер панк-рок-группы Brutto. Один из основателей и лидер белорусской панк-рок-группы «Ляпис Трубецкой» (1989—2014, 2022–н.в). Заслуженный артист Украины (2020).

## Биография
Родился 19 января 1972 года в Дрездене, ГДР.
Отец Владимир Павлович был военным (19.08.1940 — 06.11.2012).
Мать — Людмила Николаевна (06.06.1949).
Сестра — Ольга (род. 1979).
Позже жил в городе Славгороде Алтайского края РСФСР, школу заканчивал в Кайеркане — районе города Норильск, после чего в конце 1980-х годов семья уехала в Минск. Участвовал в различных конкурсах самодеятельности.
Окончил Белорусский государственный университет культуры и искусств.
В сентябре 1989 года стал одним из инициаторов создания группы «Ляпис Трубецкой», лидером и практически единственным автором песен которой являлся до самороспуска коллектива. В середине 1990-х работал в театре «Бамбуки» в качестве режиссёра, сценариста и актёра. Позже, параллельно с работой в группе, был арт-директором минского регги-клуба «Аддис-Аббеба».
В 1990-х перенёс клиническую смерть от передозировки популярного наркотика джефа.
В 2000 году вместе с Алексеем «Хацоном» Хацкевичем основал комический дуэт «Саша и Сирожа», в рамках которого выступал в разговорном жанре на ТВ и радио.
В 2001 году стал одним из основателей творческого объединения «Дети Солнца».
В 2003—2004 годах активно сотрудничал в рамках записей и концертов с группой «Крамбамбуля» (альбомы «Каралі раёну» и «Радыё Крамбамбуля 0,33 FM»).
В 2007 году во время концертов группы «Ляпис Трубецкой» стал активно выступать с поэзией, написанной под псевдонимом Юзик Килевич.

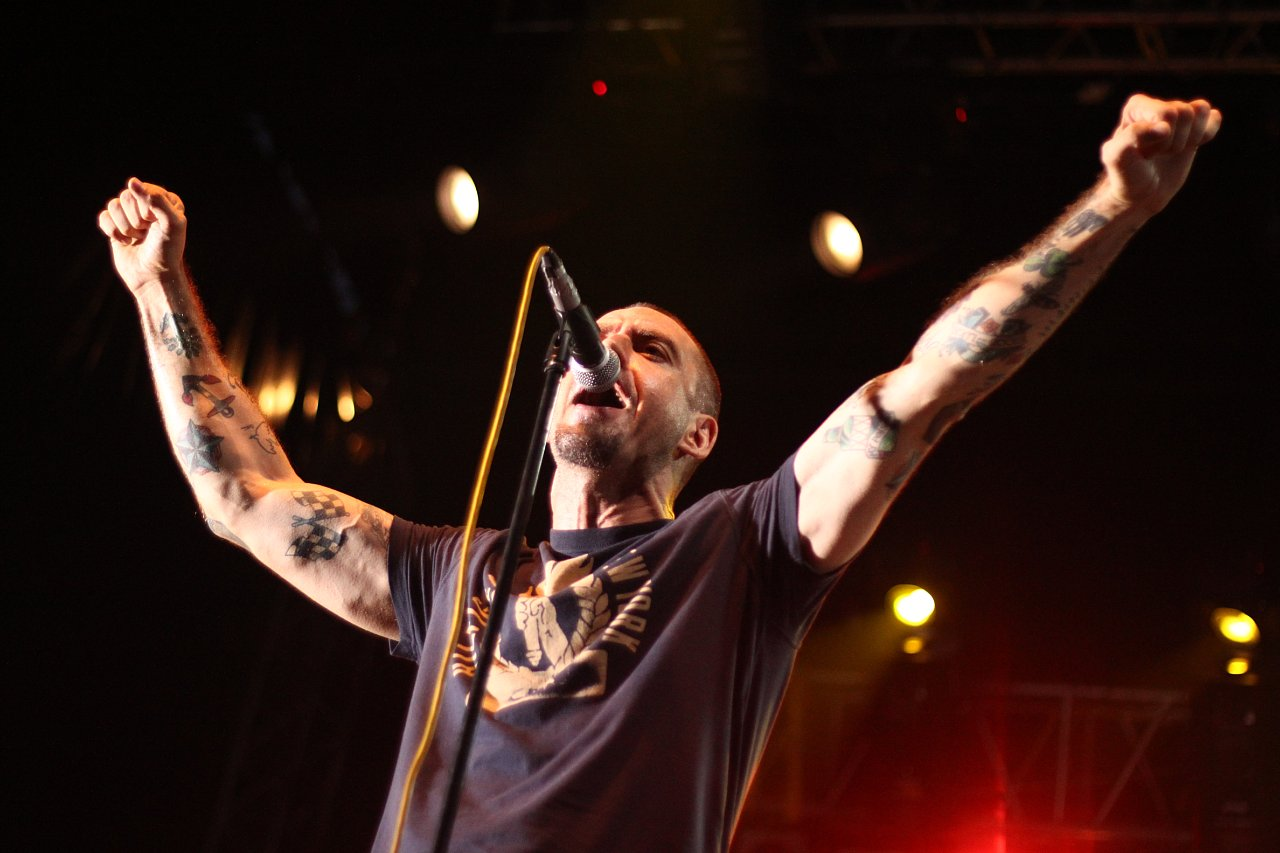
«Ляпис Трубецкой» на Доброфест 2010

17 марта 2014 года Сергей Михалок объявил о роспуске группы «Ляпис Трубецкой» с 1 сентября этого же года. За неделю до официального распада группы в сети появился первый клип нового проекта Михалка Brutto.
24 января 2015 года Сергей Михалок и его продюсер Антон Азизбекян обратились к властям Украины с просьбой помочь в получении права на постоянное проживание на Украине. 25 мая они получили вид на жительство, в этом решении властей учитывается позиция группы по поддержке событий на Майдане 2013—2014 годов и их вклад в развитие украинской музыки.
18 апреля 2016 года телеканал «Дождь» показал первый документальный фильм о Сергее Михалке и его группе «Brutto».
В начале лета 2016 года Михалок запустил проект «Ляпис-98». В рамках данного проекта проводятся концерты, на которых исполняются старые песни группы «Ляпис Трубецкой»
конца 1990-х годов.
15 января 2016 года на канале группы в YouTube появилось видеообращение Сергея Министерству культуры Республики Беларусь с просьбой дать разрешение на проведение концерта группы в Минске. Спустя месяц Михалок записал новое видео, где речь шла о том, что почти всё готово для проведения концерта. По невыясненным причинам концерт так и не состоялся. Однако в конце сентября на официальной страничке группы ВК появилась информация о концерте в Гомеле, который в итоге состоялся 29 октября в гомельском ледовом дворце спорта. Это было первое выступление Михалка в Белоруссии спустя 6 лет. Далее планируются концерты «Ляпис-98», первый состоялся 30 декабря.
8 марта 2017 года концерт Brutto состоялся в столице на «Минск-Арене».
В 2018 году вместе с гитаристом Владимиром Опсеницей из группы «Океан Ельзи» и саунд-продюсером Виталием Телезиным организовал электронную группу Drezden, дебютный одноимённый альбом которой вышел 31 августа.
24 августа 2020 года Сергею Михалку присвоено звание заслуженного артиста Украины. Об этом было объявлено во время торжественной церемонии, которая прошла в Киеве в честь Дня независимости Украины.

### Личная жизнь
Проживает в Киеве.
- Первая жена — Елена Михалок
  - Сын Павел (род. 06.05.1995)[13]
- Вторая жена — Алеся Берулава, солистка рок-группы «Мантана» (1999—2003) и синтипоп-группы «Merry Poppins» (2004—2008)[14][15]
- В 2015 году после семи лет совместной жизни тайно поженились в Одессе Сергей и актриса Светлана Зеленковская[16]. В 2022 году пара развелась[17]. У Сергея Михалка и Светланы Зеленковской трое совместных детей:
  - Сын Макар (род. 13.11.2013)
  - Сын Фёдор (род. 15 февраля 2019)
  - Сын Мирон (род. 18 июля 2020)[18]

## В политике
В марте 2011 года группа «Ляпис Трубецкой» вошла в «чёрный список» творческих коллективов Беларуси за осуждение разгона белорусскими властями акции протеста 19 декабря 2010 года.

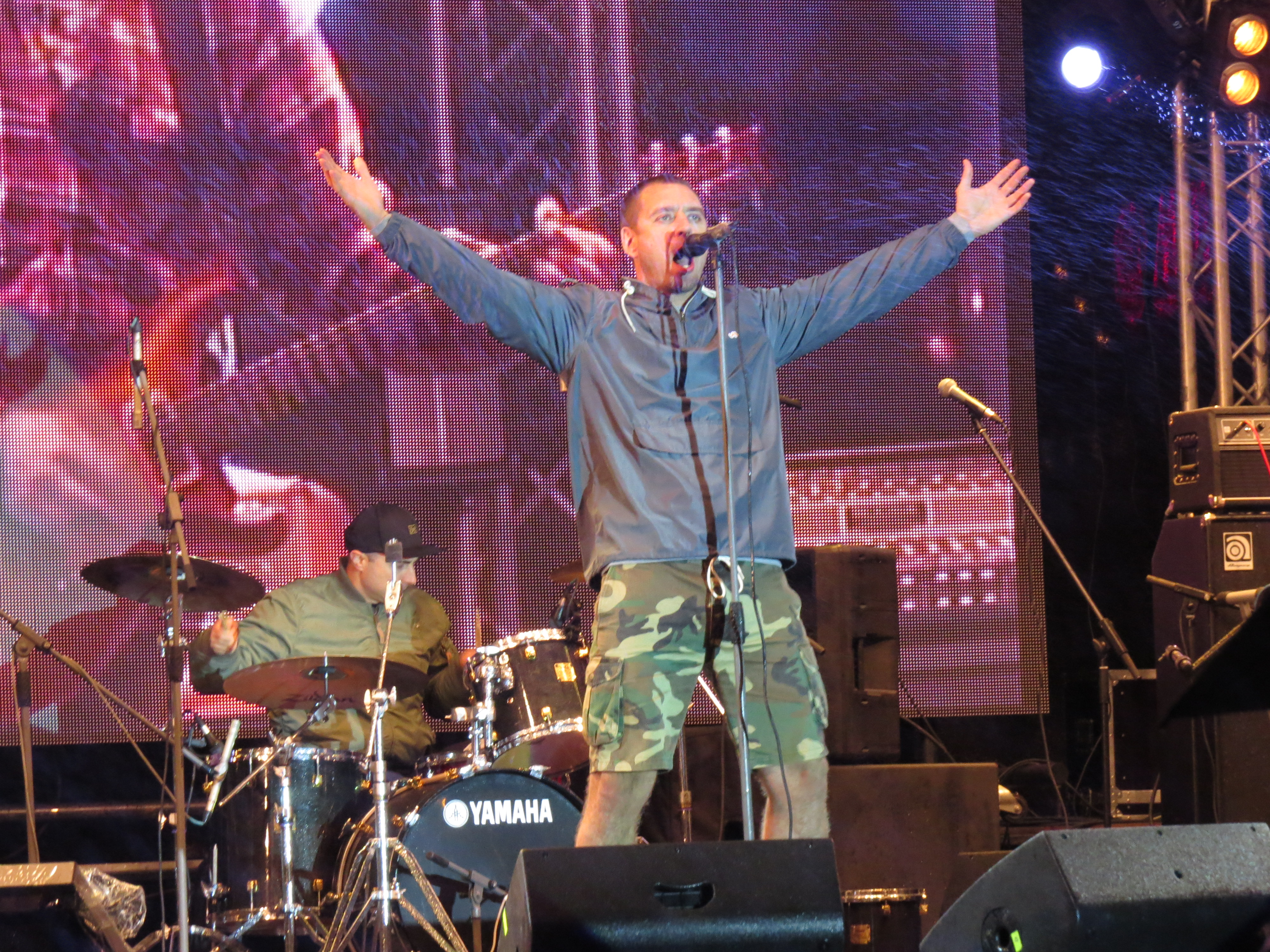
«Ляпис Трубецкой» на концерте-митинге в поддержку кандидата в мэры Москвы Алексея Навального, 6 сентября 2013 года

Позднее во время одного из интервью российским журналистам лидер группы «Ляпис Трубецкой» высказал резкое неприятие Александра Лукашенко. В октябре 2011 года прокуратура Минска вызвала повесткой Сергея Михалка «с целью проверки его высказываний в адрес властей Беларуси».
Неоднократно публично высказывал своё критическое отношение к президенту Лукашенко, считая его своим врагом. B 2020 поддержал бессрочную забастовку в Белоруссии.
Во время событий 2013—2014 годов на Украине поддержал Евромайдан.
Возобновил деятельность в группе «Ляпис Трубецкой» на фоне вторжения России на Украину в 2022 году и запустил тур по Европе и Северной Америке в поддержку украинской стороны.
Против Михалка возбуждено уголовное дело по ч. 1 ст. 368 Уголовного кодекса Беларуси («оскорбление президента»). Его фото появилось на стенде «Их разыскивает милиция» в минском отделении ГАИ вместе с фото Славы Комиссаренко, об этом сообщил Комиссаренко в январе 2025.